# تغذية

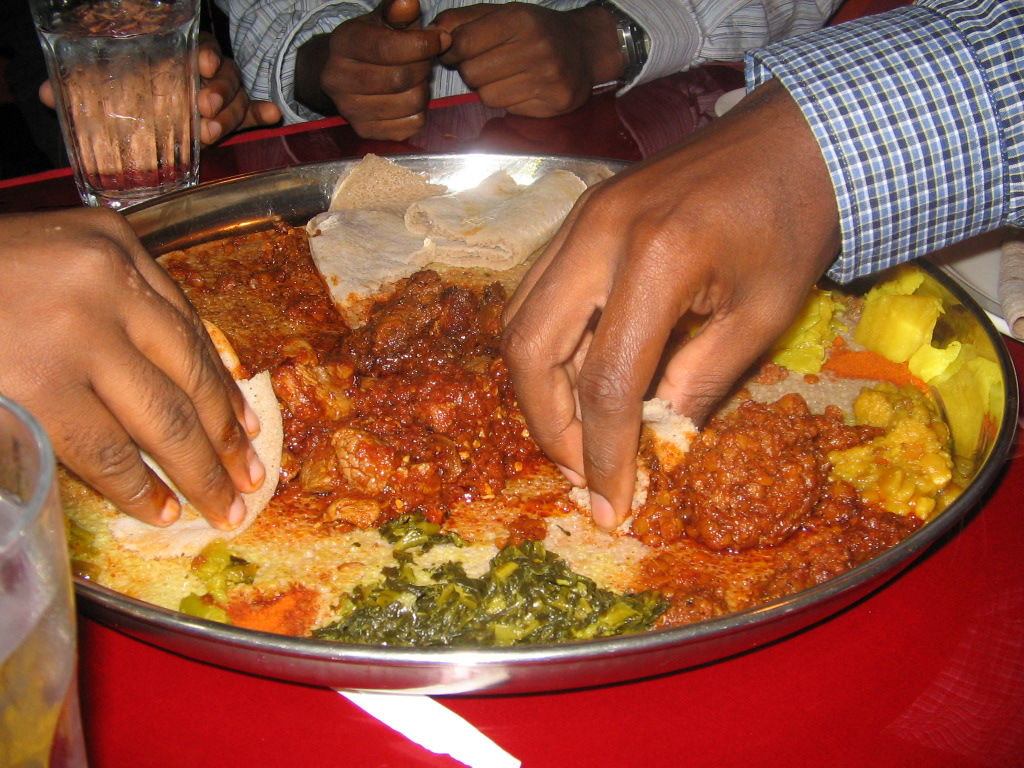
تناول الطعام

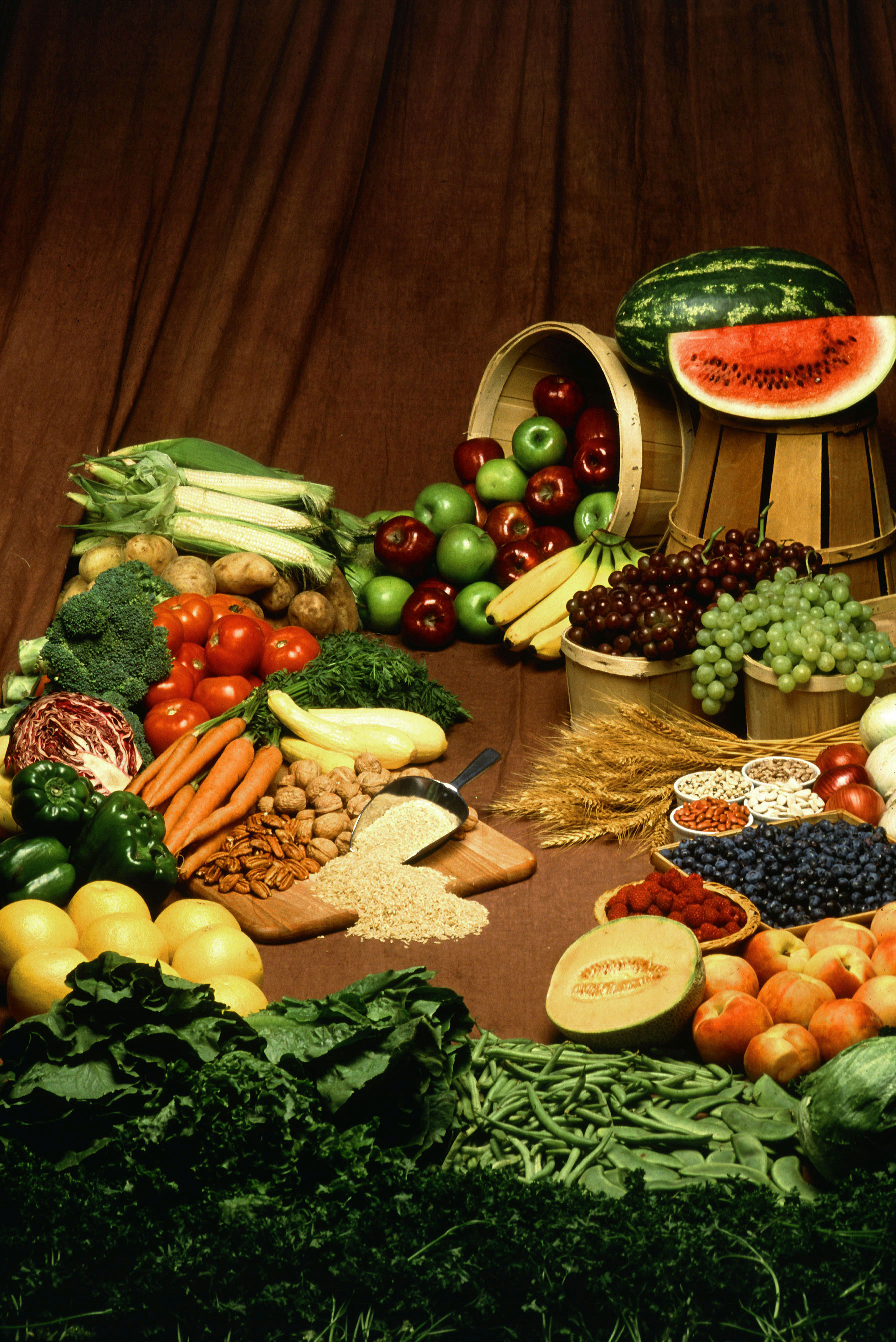
مواد غذائية طبيعية طازجة.

التغذية هو علم يشرح علاقة الطعام مع نشاطات الكائنات الحية. من ضمن ذلك تناول الطعام، وطرد الفضلات، وانطلاق الطاقة من الجسم، وعمليات التخليق. فالطعام والشراب يمدان الإنسان بالطاقة لكل وظائف الجسم الحيوية، فتثبت درجة حرارته عند 37 درجة مئوية المناسبة لوظائف الجسم الحيوية، سواء أثناء اليقظة أم أثناء النوم. وبالطاقة المستخلصة من الطعام يؤدي الإنسان جميع نشاطاته الحركية، والتفكير، سواء كان ذلك قراءة كتاب، أم عَدْوًا في سباق. كذلك فإن الطعام يزود الإنسان بالمواد التي يحتاج إليها جسمه من أجل بناء جسمه وإصلاح أنسجته، ولكي ينظم عمل أعضائه وأجهزته.
ويؤثر ما نأكله من غذاء على صحتنا مباشرة. فالغذاء الصحي يساعد على منع الإصابة ببعض الأمراض كما أنه يساعد على الشفاء من أمراض أخرى. وأية وجبة غير صحية أو غير مناسبة تزيد من مخاطر أمراض مختلفة قد تصيب الإنسان. وتناول الوجبات المتناسقة المتوازنة أفضل طريقة لضمان تلقّي الجسم كافة المواد الغذائية التي يحتاج إليها. وأفضل المصادر التي يحصل منها الإنسان على احتياجاته من جميع المواد الغذائية والفيتامينات، والأملاح المعدنية هي الخضروات والفاكهة الطازجة، بالإضافة إلى الأسماك وأنواع اللحوم المختلفة، ومنتجات الألبان.
سوء التغذية من العوامل الرئيسة التي لها علاقة بحالات الوفيات التي تحدث للمسنين، كما أنه شائع في المرضى المسنين المنومين في المستشفيات، وهذا يؤدي إلى طول فترة إقامة المسن في المستشفى مما يترتب عليه إهدار في النفقات الصحية، ومن المعروف أنه مع التقدم في العمر تحدث تغيرات فسيولوجية ووظيفية وصحية وهذه التغيرات تختلف درجتها ووقت حدوثها من مسن إلى مسن آخر. هذه التغيرات التي تحدث في جسم المسن لها.
في البشر، يمكن أن يسبب النظام الغذائي غير الصحي الأمراض المرتبطة بنقص العناصر الغذائية مثل العمى، وفقر الدم، الاسقربوط، الولادة المبكرة، ولادة جنين ميت أو الحالات التي تهدد الصحة بالمغذيات الزائدة مثل السمنة  ومتلازمة التمثيل الغذائي؛ وأمراض جهازية مزمنة شائعة مثل أمراض القلب والأوعية الدموية، مرض السكري، وهشاشة العظام. يمكن أن يؤدي نقص التغذية إلى الهزال في الحالات الحادة، ووقف التقزم في حالات سوء التغذية المزمن.

## التغذية السليمة للإنسان
أن التغذية ونقصد هنا التغذية الصحية السليمة تعتبر شيئا ضروريا لنمو الإنسان واستمرار حياته، بل وللحفاظ على صحته. فالغذاء هو بمثابة الوقود الذي يمنحنا الطاقة والنشاط، ويجب أن تكون الأطعمة التي يتناولها كل فرد منا متكاملة ومتنوعة وبكميات ملائمة حتى لا يتعرض الإنسان إلى مشاكل صحية كثيرة منها:
أمراض القلب والأوعية الدموية - مرض السكر - نزيف المخ - مسامية العظام - بعض أنواع السرطان. كما أن عادات التغذية التي يعتاد عليها المرء في الطفولة يتبعها في الغالب طيلة حياته ومن الصعب تغييرها في الكبر. لذلك يجب تنشئة الأطفال على عادات غذائية سليمة.
ويقول خبراء التغذية، كما يذكر اخصائي التغذية المعروف الدكتور رالف عيراني أن التغذية السليمة يجب أن تحتوي على قدر كافي من الألياف (30 غرام في اليوم تقريبا) بتناول الحبوب الكاملة (أي بقشرتها) كالحنطة الكاملة والأرز الكامل وبقدر الإمكان تنقيع وتنبيت بعض الحبوب كالعدس والقمح والشعير في الماء وإضافتها إلى الطعام كسلطة.
وتختلف طبيعة النظام الغذائي الذي يحتاجه الطفل عن الذي يحتاجه الشخص البالغ أو المرأة الحامل أو كبير السن أو المريض. فلكل واحد منهم احتياجاته الخاصة من المواد الغذائية والسعرات الحرارية. للتعرف على النظام الغذائي السليم لا بد أولا من توضيح العلاقات المتداخلة بين عناصر التغذية التالي ذكرها.

## أنواع المغذيات
تحتوي الأطعمة التي نأكلها على آلاف المركبات والمواد الكيميائية المختلفة. ومع ذلك فإن عدد الكيميائيات ذات الأهمية القصوى في الحفاظ على صحتنا لا تتجاوز بضع عشرات. وهذه المغذيات هي التي يجب أن نحصل عليها من الأطعمة التي نستهلكها.
يصنف علماء التغذية المغذيات إلى ست مجموعات رئيسية:
1. الماء
2. الكربوهيدرات
3. الدهون
4. البروتينات
5. أملاح معدنية
6. الفيتامينات
7. مغذيات أخرى مثل مضادات الاكسدة والفيتوكيميكال (مواد نباتية مسؤولة عن اللون والرائحة والنكهة في الخضروات والفاكهة، لها القدرة على منع الإصابة بالسرطان، أو السكتة الدماغية، والمتلازمة الأيضية).

وتسمى المجموعات الأربع الأولى «المغذيات الكبرى» لأن الجسم يحتاج إليها بكميات كبيرة. أما المجموعتان الأخرتان فإن الجسم يحتاج إليهما بكميات قليلة فقط، ولذلك تسميان «المغذيات الصغرى».
والماء يُحتاج إليه بكميات كبيرة، لأن الجسم يتكون إلى حد بعيد من هذه المادة. وفي العادة فإن حوالي 50% إلى 75% من وزن جسم الإنسان يتكون من الماء.
ويحتاج الجسم إلى كميات كبيرة من المواد الكربوهيدراتية والدهون والبروتينات، لأن هذه المغذيات تزود الإنسان بالطاقة. وتقاس الطاقة في الأطعمة بوحدات، تسمى السُّعْر الحراري. والسُّعْر الحراري هو كمية الطاقة اللازمة الجسم لرفع درجة حرارة جرام واحد من الماء درجة مئوية واحدة. ويساوي الكيلو سعر الواحد 1000 سعر. توجد قوائم تعطي عدد السعرات الحرارية الموجودة في 100 جرام من الأطعمة المختلفة بوحدة «الكيلو سعر»، أو ما يسمى السعر الكبير. أي أن «السعر الحراري الكبير» هي كمية الحرارة اللازمة لرفع درجة حرارة 1 كيلوجرام من الماء درجة حرارة واحدة.
وبالرغم من أن المواد المعدنية والفيتامينات يُحتاج إليها فقط بكميات قليلة إلا أنها حيوية للصحة تمامًا كغيرها من أنواع المغذيات الأخرى. فالمواد المعدنية والفيتامينات يحتاج إليها للنمو، وللحفاظ على الألياف، وتنظيم وظائف الجسم.
تنويع الغذاء واختيار الطازج منها هو الضمان لحصول الجسم على كل ما يحتاجه من غذاء سليم.

### المــاء
ربما كان أهم المغذيات، فباستطاعتنا العيش بدون أي من المغذيات الأخرى لعدة أسابيع، ولكننا لا نستطيع البقاء بدون ماء لمدة أسبوع واحد فقط تقريبًا. فالجسم يحتاج إلى الماء لتنفيذ كل احتياجاته. والمحلول المائي يساعد على إذابة المغذيات الأخرى وحملها إلى الألياف الأخرى كافة. والتفاعلات الكيميائية التي تحول الطعام إلى طاقة أو إلى مواد بانية للألياف تحدث فقط في المحلول المائي. كذلك يحتاج الجسم إلى الماء لنقل النفايات بعيدًا، وللتبريد أيضًا.
ويجب أن يستهلك الشخص البالغ حوالي 2,4 لتر ماء يوميًا. ويمكن أن يتم ذلك عن طريق تناول المرطبات التي نشربها أو الماء الذي في طعامنا.

### الكربوهيدرات
تحتوي على كل أنواع السكر والنشويات، وهي التي تمد الأحياء بالمصدر الرئيسي للطاقة. ويزود كل جرام من الكربوهيدرات الجسم بحوالي 4 سعرات حرارية. وهناك نوعان من الكربوهيدرات: بسيطة ومعقدة. وللكربوهيدرات البسيطة، وكلها سكريات، تركيب جزيئي بسيط. وأما الكربوهيدرات المعقدة التي تشتمل على النشويات فإن تركيبها الجزيئي أكبر وأكثر تعقيدًا، وتتكون من عدة كربوهيدرات متصلة بعضها ببعض.
وتحتوي معظم الأطعمة على كربوهيدرات. والسكر الرئيسي في الطعام هو السكروز، وهو سكر عادي أبيض أو بني. وهناك سكر آخر مهم هو اللاكتوز يوجد في الحليب. وهناك الفروكتوز وهو سكر غاية في الحلاوة، يستخرج من معظم الفواكه ومن كثير من الخضراوات. ومن الأطعمة التي تشتمل على نشويات، الفاصوليا والخبز بأنواعه، والرقاق القمحي (حبوب الإفطار) والذرة الشامية، والمستحضرات النشوية كالمكرونة والشعيرية وغيرهما من الأطعمة المماثلة التي تصنع من الدقيق، والبسلة (البازلاء) والبطاطا بنوعيها العادية والحلوة.
تقليديًا، يُعتقد أن الكربوهيدرات البسيطة تمتص بسرعة، وبالتالي ترفع مستويات السكر في الدم بسرعة أكبر من الكربوهيدرات المعقدة. هذا، ومع ذلك، ليست دقيقة. تتبع بعض الكربوهيدرات البسيطة (مثل الفركتوز) مسارات استقلابية مختلفة (على سبيل المثال، تحلل الفركتوز) تؤدي فقط إلى هدم جزئي للجلوكوز، بينما في جوهرها، يمكن هضم العديد من الكربوهيدرات المعقدة بنفس معدل الكربوهيدرات البسيطة. توصي منظمة الصحة العالمية بأن السكريات المضافة يجب ألا تمثل أكثر من 10٪ من إجمالي استهلاك الطاقة.

### الدهون
- دهن

مصدر للطاقة عالي الكثافة. ويمكن للجرام الواحد من الدهون أن يزود بما مقداره 9 سعرات حرارية. وتتكون كل أنواع الدهون من كحول يسمى جليسيرول أو جلسيرين، ومواد أخرى تسمى الأحماض الدهنية. ويتكون الحمض الدهني من سلسلة طويلة من ذرات الكربون التي تتصل بها ذرات الهيدروجين. وهناك ثلاثة أنواع من الأحماض الدهنية هي المشبعة، ووحيدة التشبع، وعديدة التشبع. ويحتوي الحمض الدهني المشبع على كمية من ذرات الهيدروجين بقدر ما تستطيع سلسلته الكربونية تحمله. أما الأحماض الدهنية وحيدة التشبع فينقصها زوج من ذرات الهيدروجين. وفي الحمض الدهني عديد اللاتشبع تحتوي السلسلة الكربونية على ذرات هيدروجين تقل بأربع على الأقل مما تستطيع السلسلة تحمله.
ويجب أن تحتوي الوجبة على بعض الأحماض الدهنية العديدة اللاتشبع لأن الجسم لا يستطيع صنعها. وتعمل هذه الأحماض الدهنية الضرورية بمثابة وحدات بناء للأغشية التي تشكل الحدود الخارجية لكل خلية في الجسم.
وتوجد الأحماض الدهنية العديدة اللاتشبع في زيوت بعض النباتات مثل دوَّار الشمس وبذور السمسم وفي الأسماك مثل السالمون والماكريل. وتتضمن المصادر العادية للأحماض الدهنية العديدة التشبع الزيتون والفول السوداني. ومعظم الأحماض الدهنية المشبعة موجودة في الأطعمة المستخرجة من الحيوانات مثل الزبدة ومنتجات الألبان واللحوم الحمراء الدهنية. كانت الدهون المشبعة (عادة من مصادر حيوانية) العنصر الرئيسي في العديد من الثقافات العالمية منذ آلاف السنين. تعتبر الدهون غير المشبعة (مثل الزيت النباتي) أكثر صحة، في حين يجب تجنب الدهون غير المشبعة. تكون الدهون المشبعة وبعض الدهون غير المشبعة صلبة في درجة حرارة الغرفة (مثل الزبدة أو الشحم)، في حين أن الدهون غير المشبعة عادة ما تكون سوائل (مثل زيت الزيتون أو زيت بذور الكتان). الدهون المتحولة نادرة جدًا بطبيعتها، وقد ثبت أنها ضارة جدًا بصحة الإنسان، ولكن لها خصائص مفيدة في صناعة معالجة الأغذية، مثل مقاومة النتانة.

### البروتينات
- طالع: قائمة معدل استهلاك اللحوم حسب كل دولة

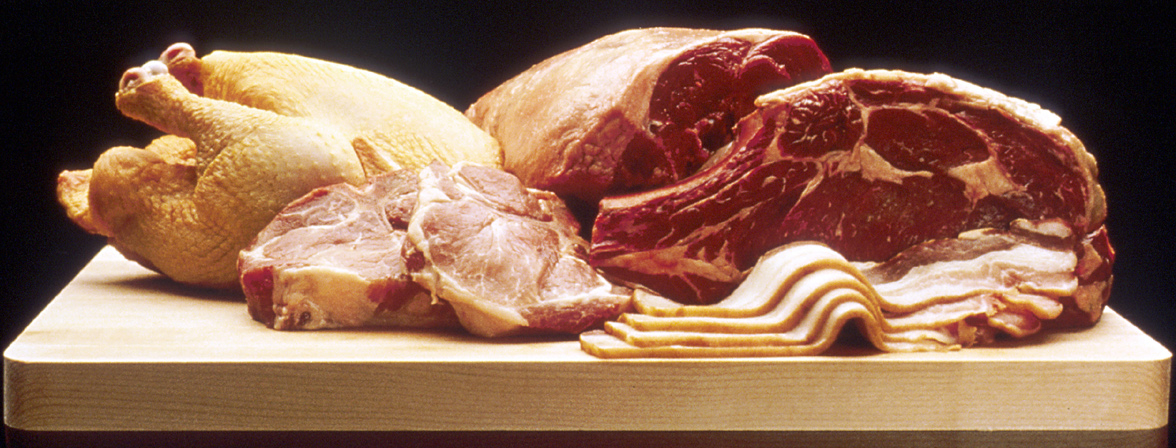
لحوم متنوعة

تزوّد الجسم بالطاقة ـ كل جرام بأربع سعرات حرارية ـ ولكنها فوق ذلك من أهم مواد البناء للجسم. فالعضلات والجلد والشعر مثلاً، مكوّنة إلى حد كبير من البروتينات. وبالإضافة إلى ذلك فإن كل خلية تحتوي على بروتينات تسمى الإنزيمات. وهذه الإنزيمات تعجل التفاعلات الكيميائية. ولا تستطيع الخلايا أن تعمل دون هذه الإنزيمات البروتينية. وكذلك تعمل البروتينات بمثابة هورمونات (مراسيل كيميائية) وأجسام مضادة لمحاربة الأمراض.
والبروتينات جزيئات كبيرة معقدة التركيب تتكون من وحدات أصغر تسمى الأحماض الأمينية. ويجب أن يتلقى الجسم كميات كافية من 20 حمضًا من الأحماض الأمينية. وللجسم القدرة على صنع 11 منها بكميات كافية. وهناك تسعة أحماض أخرى تسمى الأحماض الأمينية الضرورية، لا يستطيع الجسم صنعها أو لا يمكنه صنعها بكميات كافية. ولذلك يجب الحصول عليها من الوجبات.
وأفضل مصادر البروتينات هي الجبن والبيض والسمك واللحوم الحمراء، أي الخالية من الدهن، والحليب. وتسمى البروتينات التي في هذه الأطعمة بالبروتينات الكاملة لأنها تحتوي على كميات مناسبة من كل الأحماض الأمينية. وتمد الحبوب والبقول (نباتات فصيلة البسلة) والعدس والجوز والخضراوات، الجسم بالبروتينات. وتسمى هذه البروتينات بالبروتينات غير الكاملة لأنها تفتقر إلى الكميات المناسبة من واحد أو أكثر من الأحماض الأمينية الضرورية. وبالرغم من ذلك يمكن لتوليفة من اثنين من البروتينات غير الكاملة أن تزود الجسم بخليط متكامل من الأحماض الأمينية. فالفاصوليا والأرز مثلاً من البروتينات غير الكاملة، ولكنهما عندما يؤكلان معًا يوفران التوازن الصحيح للأحماض الأمينية.
من الممكن مع مزيج من البروتين من مصدرين غير مكتملين للبروتين (على سبيل المثال، الأرز والفاصوليا) إنشاء مصدر كامل للبروتين، والمجموعات المميزة هي أساس تقاليد الطبخ الثقافية المتميزة. ومع ذلك، لا تحتاج مصادر البروتين التكميلية إلى تناولها في نفس الوجبة ليتم استخدامها معًا من قبل الجسم. يمكن تحويل الأحماض الأمينية الزائدة من البروتين إلى جلوكوز واستخدامها للوقود من خلال عملية تسمى تكوين السكر.

### المعادن
يُحتاج إليها في النمو والحفاظ على تراكيب الجسم. من ضمنها الصوديوم والكالسيوم والبوتاسيوم والمغنسيوم والفسفور والحديد. يحتاجها الجسم للحفاظ على تركيب العصارات الهضمية والسوائل التي توجد داخل الخلايا وحولها، ولبناء العظام والأسنان، والحديد لإنتاج هيموغلوبين الدم الذي يقوم بعملية التنفس واكتساب الأكسجين من الهواء. وكما ذكرنا آنفًا فإننا نحتاج فقط إلى كميات قليلة من المعادن في وجباتنا اليومية. كما ان تنويع الغذاء من خضروات مختلفة وفواكه ولحوم ومنتجات ألبان يضمن لنا الحصول على ما تحتاجه أجسامنا منها.
وبخلاف الفيتامينات والكربوهيدرات والدهون والبروتينات فإن المعادن مركبات غير عضوية. وهذا يعني أنها لا تتكون عن طريق الكائنات الحية. وتحصل النباتات على المعادن من الماء أو التربة، وتجد الحيوانات حاجتها من المعادن بأن تأكل النباتات أو من الحيوانات التي تأكل النباتات. وبالإضافة إلى ذلك فإنها ـ بخلاف المغذيات الأخرى ـ لا تتفتت داخل الجسم.
وتشتمل المعادن المطلوبة على الكالسيوم والكلور والمغنسيوم والفوسفور والبوتاسيوم والصوديوم والكبريت. والكالسيوم والمغنسيوم والفوسفور من أهم مكونات أجزاء العظام والأسنان. وبالإضافة إلى هذا فإن الكالسيوم ضروري لتجلط الدم. وأغنى مصادر الكالسيوم هي الحليب ومنتجاته. وتوفر الحبوب واللحوم الفوسفور. والحبوب الكاملة والبقول كالحمص والفول، والخضراوات الخضراء المورقة من أهم مصادر المغنسيوم.
ومع ذلك فهناك بعض المعادن الأخرى المطلوبة ولكن بكميات قليلة جدًا، وتسمى هذه المعادن بالعناصر الزهيدة. ومن بين هذه العناصر الكروم والنحاس والفلور واليود والحديد والمنجنيز والموليبدنوم، والسليكون والزنك. والحديد من أهم مكونات الهيموجلوبين، أي الجزيئات التي تحمل الأكسجين في خلايا الدم الحمراء. ويساعد النحاس الجسم للاستفادة من الحديد لبناء الهيموجلوبين. ويُحتاج إلى المنجنيز والزنك في إنجاز الوظائف العادية لعدد من الإنزيمات البروتينية.
وتعتبر كل من الخضراوات الخضراء المورقة والخبز المصنوع من القمح الكامل والأطعمة البحرية، والكبد، والكلى مصادر طيبة لكثير من العناصر الزهيدة.

### الفيتامينات
ان الفيتامينات ضرورية للصحة الجيدة. ويجب تناول كميات صغيرة من هذه المركبات يوميًا في الوجبة. فالفيتامينات تنظم التفاعلات الكيميائية التي يحول بها الجسم الطعام إلى طاقة وأنسجة حية. وهناك 13 نوعًا من الفيتامينات هي: فيتامين أ، وفيتامين بي المركب، وهو مجموعة من 8 فيتامينات، فيتامين ج، د، هـ، وك.
ويقسم العلماء الفيتامينات إلى مجموعتين عامتين هما الفيتامينات المذابة في الدهون، والفيتامينات المذابة في الماء. وتذوب الفيتامينات أ، د، هـ، وك، في الدهون. أما الفيتامين بي المركب وفيتامين ج فإنهما يذوبان في الماء.
1. فيتامين (أ) أو الريتينول، له وظائف متعددة: إنه ضروري لنمو العظام، الحفاظ على الجهاز المناعي، والرؤية. يوجد في الكبد الحيواني، منتجات الألبان، البيض، وكذلك الخضروات الخضراء والصفراء.
2. فيتامين بي1 يسمى أيضًا الثيامين، وهو ضروري لتحويل النشويات والسكريات إلى طاقة. ويوجد هذا النوع في اللحوم والحبوب الكاملة.
3. فيتامين بي2 أو الريبوفلافين ضروري للتفاعلات الكيميائية المعقدة التي تحدث عند استخدام الجسم للطعام. ويتم الحصول على فيتامين بي2 من الحليب، الجبن، السمك، الكبد، والخضراوات.
4. فيتامين بي6 ويسمى أيضًا البيريدوكسين وحمض البانتوثِنيكْ والبانتوثين كلها تؤدي دورًا في التفاعل الكيميائي في الجسم. وكثير من الأطعمة تحتوي على كميات من هذا الفيتامين.
5. فيتامين بي12 وحمض الفوليك أو الفولاسين، ويُحتاج إليهما الجسم لتكوين خلايا الدم الحمراء وانقسام الخلايا، فيتامين بي12 يشارك في عملية التمثيل الغذائي لكل خلية في الجسم من خلال استقلاب الاحماض الأمينية والدهنية، وضروري لعمل للخلايا العصبية. يوجد فيتامين بي12 فقط في المنتجات الحيوانية، الالبان، وخاصة الكبد. يوجد حمض الفوليك في الخضراوات ذات الأوراق الخضراء.
6. النياسين جزء من فيتامين بي المركب. وتحتاج الخلايا إلى النياسين لإطلاق الطاقة من الكربوهيدرات. وتحتوي الكبد، الخميرة، اللحم الأحمر الخالي من الدهن، السمك، الجوز، والبقول على النياسين.
7. فيتامين ج أو حمض الأسكوربيك ضروري للمحافظة على الأربطة والأوتار وغيرها من الأنسجة المساندة. ويوجد هذا الفيتامين في الفاكهة وخاصة في البرتقال والليمون وكذلك في البطاطس.
8. فيتامين (د) ضروري لاستعمال الجسم للكالسيوم. ويوجد في زيت كبد الحوت وفي الحليب المحصن بفيتامين (د). كذلك فإن هذا الفيتامين يتكون عندما يتعرض الجلد لأشعة الشمس.
9. فيتامين هـ أو التوكوفرول يساعد في المحافظة على غشاء الخلية. زيوت الخضراوات ورقاق الحبوب الكاملة غنية بصفة خاصة بهذا الفيتامين. يوجد هذا الفيتامين أيضًا بكميات قليلة في معظم أنواع اللحوم والفواكه والخضراوات.
10. فيتامين ك ضروري للدم لكي يتجلط بطريقة صحيحة. وتحتوي الخضراوات الخضراء المورقة على هذا الفيتامين، وتصنعه البكتيريا كذلك في الأمعاء.

### مغذيات أخرى

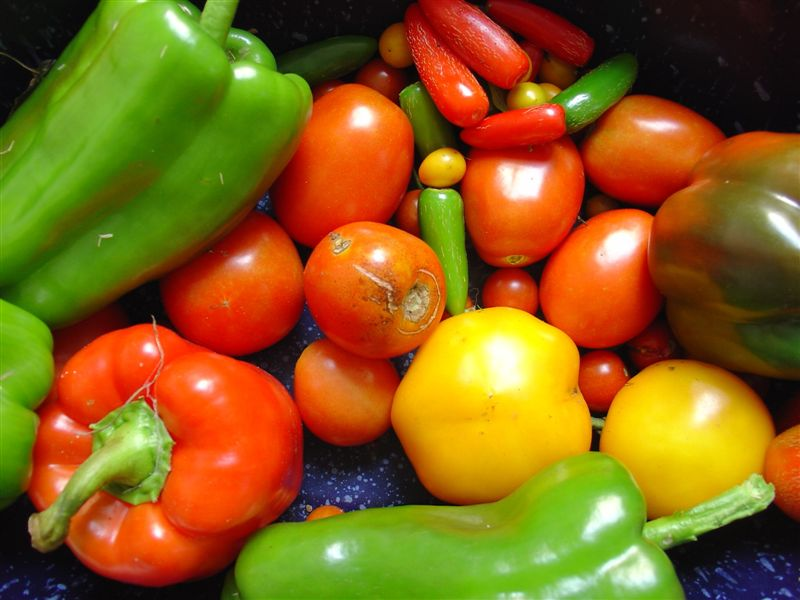
خضروات وفاكهة، تحتوي على مضادات أكسدة وفيتوكيميكال.

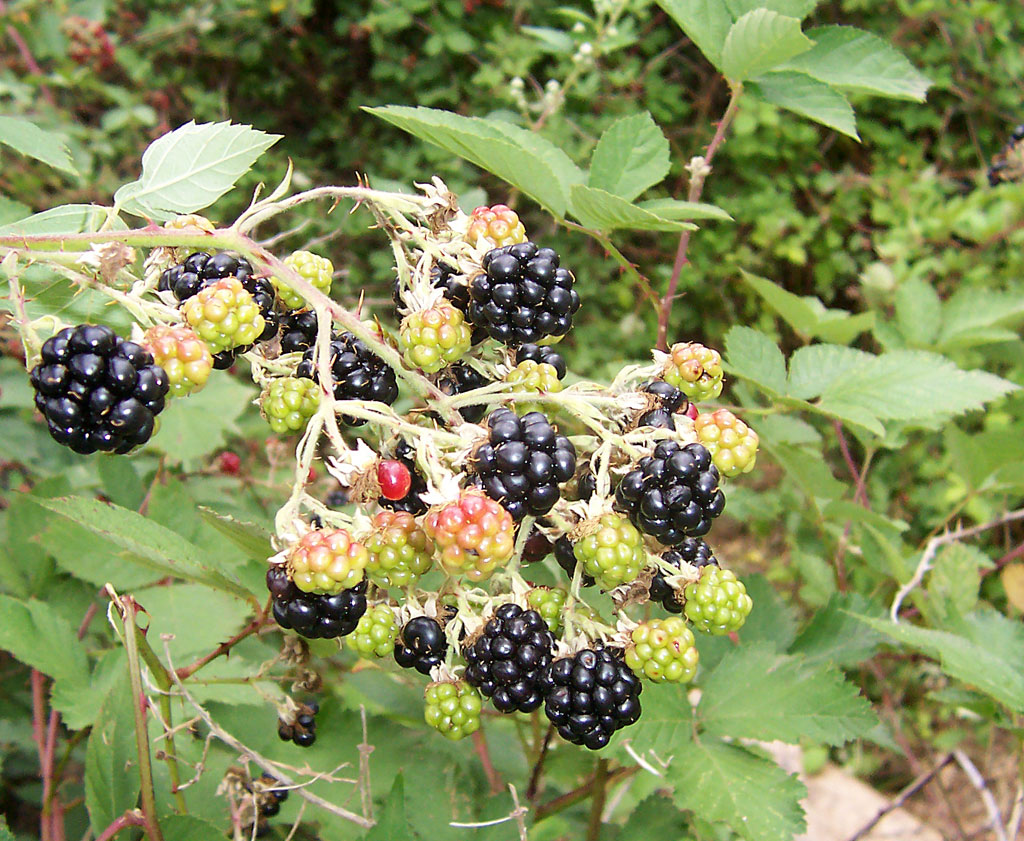
التوت الأسود، يحتوي على فيتوكيميكال

#### مضادات الاكسدة
تحتوي الخضروات والفاكهة واللحوم على قدر كبير من مضادات الأكسدة. لهذا يجب اختيار الطازج منها لتناولها كغذاء.

#### الفيتوكيميكال
وهي مركبات كيميائية مثل البيتا كاروتين التي توجد في النبات بشكل طبيعي.وهي تؤثر بالصحة ولكنها ما زالت من المغذيات الضرورية، وتستخدم كعلاج لبعض الأمراض وقد استخدمت المواد الكيميائية النباتية والأدوية لملايين السنين. على سبيل المثال، أبقراط قد المنصوص عليها شجرة الصفصاف يترك لتخفيف الحمى. وهناك أدلة من الدراسات المختبرية أن المواد الكيميائية النباتية في الفاكهة والخضروات قد تقلل من مخاطر السرطان، وربما يعود ذلك إلى الألياف الغذائية، المواد المضادة للاكسدة البوليفينول والمضادة للالتهابات الآثار. المواد الكيميائية النباتية محددة، مثل تخمر الألياف الغذائية.
وهناك العديد من أنواع الفيتوكيميكال، ولكل منها وظائف مختلفة:
- مضادات للأكسدة
- محفزات للهرمونات
- تنشيط الانزيمات
- تدخل مع تكرار الحمض النووي
- مضادة لتأثير البكتيريا
- الانشطة الجسدية

## ارشادات للتغذية الصحية
من الإرشادات الغذائية الصحية التي علينا التعامل معها:
1. تناول أنواع مختلفة ومتنوعة من الطعام وتعدد الألوان
2. اختيار الطازج من الخضروات والفواكه، وطبخ الطازج من الخضروات،
3. تناول الطعام بانتظام وبكميات معتدلة
4. تناول الكثير من السوائل
5. اجعل الأغذية الغنية بالكربوهيدرات أساس تغذيتك
6. تناول الفواكه والخضروات
7. تناول كميات أقل من الأطعمة الدسمة ولكن ليس الابتعاد عنها نهائيا
8. تجنب الخبز الابيض والدقيق المكرر واستبدالهم بدقيق القمح الكامل.
9. قلل من تناول الأطعمة المالحة أو التقليل من إضافة الملح إلى الطعام المطبوخ
10. تناول الأطعمة الغنية بالألياف الغذائية
11. تناول الحليب ومنتجات الألبان يوميا
12. الابتعاد عن المقليات بقدر المستطاع فهي تتسبب في السمنة ومساوئها
13. تناول زيوت ودهون صحية كزيت الزيتون واللوز والمكسرات (في صورتها الطبيعية)
14. التقليل من تناول الحلويات والسكريات

## الوجبة الغذائية اليومية
ويوصي خبراء التغذية وأخصائيُّوها بأن الوجبة اليومية يجب أن تشتمل على عدد معين من الأطعمة من بين مجموعات خمس وهي:
- الخضراوات
- الفواكه
- الخبز والأرز والفطائر والمأكولات القمحية
- الحليب واللبن الزبادي والجبن
- اللحوم والدواجن والسمك والبقول الجافة والبازلاء، والبيض والمكسرات.

وينسق العاملون في مجال التغذية خدمات الطعام المدرسي، كما يخصصون وجبات المرضى بالمستشفيات، ويقدمون استشارات في التغذية للأفراد، ويديرون أنظمة غذاء عالمية كما يفحصون العلاقة بين الوجبات والصحة، ويبحثون عن طرق لتحسين تعبئة الأطعمة وتوزيعها وكذلك يبتكرون أغذية جديدة.

## تخطيط وإعداد الوجبات
يستدعي التخطيط لإعداد الوجبات مراعاة عوامل عدة، إذ يجب أن يكون الطعام مغذيًا ولذيذًا، كما يجب أن تكون تكلفته ضمن حدود إمكانات المرء. ويجب على الطاهي كذلك أن يأخذ بعين الاعتبار الوقت اللازم لإعداد الوجبات ليتسنى له التخطيط لها إذا دعت الحاجة لذلك، كأن تكون مشاغله كثيرة ووقته ضيقًا.
فيكون التخطيط للوجبات المغذية مرتبطا بالإلمام بالمبادئ الأساسية لحاجات الجسم الغذائية، وكذلك العناصر المغذية المتوفرة في كل نوع من أنواع الطعام. ويقسم أخصائيو التغذية أنواع الطعام إلى مجموعات أساسية، وينصحون بتناول حصص محددة يوميًا من كل مجموعة من هذه المجموعات. وقد أوردنا هذه المجموعات في مقالة التغذية والتي تشمـل أيضًا قائمة بعدد الحصص المطلوبة من كل مجموعة. وتجدر الإشارة إلى أن وجبات الطعام المعدة على أساس هذه الإرشادات تزود الجسم بالعناصر الغذائية الضرورية، دون أن تضيف إليه سعرات حرارية زائدة عن الحد المطلوب.

## مجموعات الغذاء الرئيسية
موضوع رئيسي:المجموعة الغذائية
يضع علماء التغذية الأطعمة في مجموعات، وذلك ليسهلوا عملية تخطيط وجبات موزونة. فهم يوصون بتناول عدد محدد من كل أطعمة مجموعة من المجموعات. وستوفر هذه المأكولات البروتينات والفيتامينات وغيرها من المواد التي يحتاجها الجسم لكي يقوم بوظائفه.
- الخبز والرقاق والأرز والفطائر. تتكون هذه المجموعة بشكل رئيسي من الكربوهيدرات وهو المصدر الرئيسي للطاقة. ويوصي علماء التغذية بحصص من هذه الأطعمة تتراوح بين 6 إلى 11 حصة يوميًا.
- اللحم والدواجن والسمك والبقول الجافة والبازلاء والبيض والمكسرات. وهذه المجموعة مصدر رئيسي للبروتينات. ويوصي علماء التغذية بحصص منها تتراوح بين 2 إلى 3 حصص يوميًا.
- اللبن والحليب والزبادي والجبن. توفر هذه المجموعة فيتامينات أ، ب والكالسيوم وبروتينات. وعدد الحصص التي يوصي بها يوميًا تتراوح بين 2 إلى 3 حصص.
- الفواكه مصدر ممتاز لفيتامين ج. توفر الفواكه أيضًا أليافًا مغذية. ويوصي علماء التغذية بعدد من الحصص الغذائية تتراوح بين 2 إلى 4 حصص من الفواكه الطازجة يوميًا
- الخضراوات مصادر ممتازة لفيتامين أ، ب، ج والكالسيوم والحديد بالإضافة إلى الألياف. ويوصي علماء التغذية بعدد من الحصص الغذائية منها، يتراوح بين 3 إلى 5 حصص يوميًا.

## تغذية الرياضيين
ان الرياضيون ينصحون باتباع أنظمة للغذاء الصحى تساعدهم على الأداء الجيد في الرياضات التي يمارسونها سواء أيام التدريب أو أثناء المنافسة. وتوجد بعض الأساسيات في التغذية الخاصة بالرياضات أو ما يطلق عليها بـ غذاء الرياضييات وتتلخص بما يلي :
1. الحرص على بقاء الجسم لائقاً رياضياً بالحفاظ على معدلات الدهون التي تناسب نوع الرياضة، وذلك بتناول الكمية الملائمة من الطاقة والتي تقاس بالكيلوجول مع حجم الجسم ونوع البرنامج التدريبى.
2. على الرياضي المداومة على تزويد عضلاته للتدريب والمنافسة بوقود الكربوهيدرات وذلك بإعطاء المزيد من المساحة لهذا النوع من الأطعمة وذلك بالإقلال من الدهون لكى تحل محل الأطعمة الكربوهيدراتية.
3. الاستمتاع بأطعمة غذائية متنوعة لكى تمدك بالبروتينات والفيتامينات والمعادن التي يحتاجها الجسم، والاحتياج لهذا التنوع قد يزيد مع البرنامج الرياضي المجهد.
4. العناية بالسوائل، فتناول السوائل والمياه مطلوب قبل وبعد وأثناء الرياضة لتجنب الجفاف.
5. المشروبات الرياضية
6. المكملات الغذائية

1. يلزم على من يقوم بعمل شاق مستمر تناول كميات اضافية من فيتامين ب المركب، حتى يحافظ على نسبة الطاقة إلى الفيتامين الصحيحة..واللازمة لإنتاج الطاقة داخل الجسم وبالكفاءة المطلوبة.
2. إن النباتيين الذين يعتمدون على الخضروات والفواكه فقط بجانب الحبوب قد لا يمكنهم الاستمرار طويلا على ممارسة رياضة معينة.
3. إن عملية الهضم والامتصاص للأغذية يصحبه ارتفاع في درجة حرارة الجسم حوالي 10- 20%، لذلك فمن الأفضل ان يراعى ذلك عند تخطيط الوجبات بحيث يتفق هذا مع درجة الحرارة اليومية بمعنى ان تكون وجبة الغذاء (منتصف النهار) ذات سعرات حرارية أقل من وجبة الفطور أو العشاء.[27]

## التغذية النباتية
التغذية النباتية هي العلم الذي يدرس العناصر الكيميائية الضرورية لنمو النبات.

## سوء التغذية
سوء التغذية أو التغذية السيئة هي غياب الغذاء المتوازن وعدم استيفاء جسم الإنسان لحاجته من المواد المغذية، مما يؤدى إلى إصابته بمشاكل صحية.
فليس الأمر في سوء التغذية يقف عند حد قياس الكمية التي يأكلها الإنسان أو الفشل في تناول الأكل. ومن الناحية الطبية تشخص سوء التغذية بعدم تناول الكميات الملائمة من البروتينات والطاقة والمواد الغذائية الأخرى وتشخص أيضاً بالإصابة بعدوى ما أو مرض. والحالة الغذائية لأى شخص تكون نتاج التفاعل المعقد ما بين الطعام الذي نأكله وحالة الصحة العامة والبيئة التي نعيش فيها وبإيجاز في ثلاث كلمات انعدام سوء التغذية: طعام - صحة - عناية وهم دعامات الصحة السليمة.

### الأمراض التي تتسبب من نقص أو زيادة الاغذية
| العنصر الغذائي    | النقص                                                            | الزيادة                                                                                   |
| ----------------- | ---------------------------------------------------------------- | ----------------------------------------------------------------------------------------- |
| المغذيات الأساسية |                                                                  |                                                                                           |
| سعرات حرارية      | مجاعة، سغل                                                       | سمنة، سكري، أمراض القلب والأوعية الدموية                                                  |
| كربوهيدرات بسيطة  | لا يوجد                                                          | سمنة، سكري، أمراض القلب والأوعية الدموية                                                  |
| كربوهيدرات معقدة  | لا يوجد                                                          | سمنة، أمراض القلب والأوعية الدموية                                                        |
| بروتين            | كواشيوركور                                                       | مجاعة أرنبية                                                                              |
| دهون مشبعة        | انخفاض مستويات هرمون التستوستيرون، نقص الفيتامينات               | سمنة، أمراض القلب والأوعية الدموية                                                        |
| دهون تقابلية      | لا يوجد                                                          | سمنة، أمراض القلب والأوعية الدموية                                                        |
| دهون غير مشبعة    | نقص الفيتامينات القابلة للذوبان في الدهون                        | سمنة، أمراض القلب والأوعية الدموية                                                        |
| المغذيات الدقيقة  |                                                                  |                                                                                           |
| فيتامين أ         | جفاف الملتحمة، العمى الليلي، انخفاض مستويات هرمون التستوستيرون   | فرط فيتامين أ (تليف الكبد، تساقط الشعر)                                                   |
| فيتامين بي1       | بريبري                                                           |                                                                                           |
| فيتامين بي2       | تكسير الجلد، تطمس القرنية                                        |                                                                                           |
| نياسين            | بلاغرا                                                           | عسر الهضم، عدم انتظام ضربات القلب، والعيوب الخلقية                                        |
| بيوتين            | نقص البيوتين                                                     | قد ينتج عنه الآثار الإنجابية والمسخية                                                     |
| فولات             | فقر الدم                                                         | قد يخفي أعراض نقص فيتامين بي12، والذي من الممكن أن يؤدي إلى تلف عصبي دائم                 |
| فيتامين بي12      | فقر الدم الخبيث، تلف الأعصاب                                     |                                                                                           |
| فيتامين سي        | الاسقربوط                                                        | الإسهال يسبب الجفاف                                                                       |
| فيتامين (د)       | الكساح، تلين العظام                                              | فرط فيتامين (د) (الجفاف، القيء، الإمساك)                                                  |
| فيتامين هاء       | مرض عصبي                                                         | فرط فيتامين هاء (تخثر الدم، نزف مفرط)                                                     |
| فيتامين ك         | نزف                                                              |                                                                                           |
| دهون أوميغا-3     | أمراض القلب والأوعية الدموية                                     | النزيف، السكتة، انخفاض السيطرة على نسبة السكر في الدم بين مرضى السكري                     |
| دهون أوميغا-6     | لا يوجد                                                          | أمراض القلب والأوعية الدموية، سرطان                                                       |
| كولسترول          | أوجه القصور في الميالين في الدماغ أثناء النمو                    | أمراض القلب والأوعية الدموية                                                              |
| العناصر الكبيرة   |                                                                  |                                                                                           |
| كالسيوم           | هشاشة العظام، التكزز، علامة تروسو للتكزز، عدم انتظام ضربات القلب | التعب، الاكتئاب، الارتباك، الغثيان، القيء، الإمساك، زيادة التبول، حصى الكلى، فقدان الشهية |
| مغنيسيوم          | ارتفاع ضغط الدم                                                  | الضعف، الغثيان، القيء، ضعف التنفس، انخفاض ضغط الدم                                        |
| بوتاسيوم          | نقص بوتاسيوم الدم، عدم انتظام ضربات القلب                        | فرط بوتاسيوم الدم، خفقان                                                                  |
| صوديوم            | نقص صوديوم الدم                                                  | فرط صوديوم الدم، ارتفاع ضغط الدم                                                          |
| العناصر الزهيدة   |                                                                  |                                                                                           |
| حديد              | فقر الدم                                                         | تليف الكبد، داء ترسب الأصبغة الدموية الوراثي، أمراض القلب، أمراض القلب والأوعية الدموية   |
| يود               | تضخم الغدة الدرقية، قصور الدرقية                                 | سمية اليود (تضخم الغدة الدرقية، قصور الدرقية)                                             |

## أمراض التغذية
ان أمراض التغذية تحدث بسبب الغذاء غير المناسب. ففي العديد من البلدان النامية، يرغم الفقر الناس الاعتماد على غذاء غير متكامل. وتكثر بين هؤلاء الناس أمراض نقص التغذية والقصور الغذائي. وينشأ نقص التغذية عن النقص العمومي في الغذاء. ويتميز بتأخر النمو ونقص الطاقة وضعف المقاومة للأمراض المعدية. أما أمراض القصور الغذائي فتنشأ عندما يفتقر الغذاء إلى عنصر واحد أو أكثر من العناصر الغذائية الأساسية. فنقص البروتين يؤدي إلى مرض الكواشيوركر، وهو مرض خطير يصيب الأطفال عادة، وقد يؤدي إلى الوفاة. ويسبب نقص الفيتامينات أمراضًا مثل البري بري والبلاغرا والكساح والإسقربوط. وينتج مرض فقر الدم والدراق (تضخم الغدة الدرقية) عن نقص المعادن.
ويمكن أن تؤدي العادات السيئة في التغذية إلى حدوث أمراض نقص غذائي في البلدان المتقدمة أيضًا. ولكن في هذه الأخيرة، تحدث معظم مشاكل التغذية بسبب الإفراط في الطعام. فالبدانة (السمنة الزائدة) تحدث عندما يأكل الشخص كمية من الطعام أكثر من التي يحرقها الجسم. وتتسبّب البدانة على حدوث العديد من الأمراض، مثل أمراض القلب والأوعية الدموية وداء السكري.

## التغذية والمرض
موضوع رئيسي: معالجة الأغذية
قد تؤدي الوجبات غير الكافية أو غير السليمة إلى عدد من الأمراض. ومن جهة أخرى فإن التعود على التغذية الجيدة قد يساعد على منع بعض الأمراض وأيضا فإن المرضى يجب أن لا يأكلوا مثل الأشخاص العاديين، بل هناك بعض الحميات الخاصة للمرضى كل حسب مرضه وحالته الصحية.

### مرض القلب
يأتي في معظم الحالات بسبب ضيق في الشريان التاجي، ولذلك يقل إمداد القلب بالدم. وقد يؤدي إلى إصابات مؤلمة في الصدر، وفي النهاية إلى إصابات في القلب تهدد الحياة. ومن بين المخاطر ضغط الدم العالي وارتفاع نسبة الكولسترول في الدم، إذ تؤدي هذه الأشياء إلى الضيق في الشريان التاجي. ومع ذلك فبالإمكان تقليل كل من هذه المخاطر باتباع تمرينات رياضية جيدة.
ويستطيع كثير من الناس أن يخفضوا من ارتفاع ضغط الدم الذي يعانون منه بتحديد كمية ملح الطعام التي يتناولونها والسعرات الحرارية. كما يستطيع كثير منهم تقليل كمية الكولسترول التي في الدم بتقليل كميات الدهن التي يتناولونها، وخاصة الدهن المشبع أي الكولسترول والسعرات الحرارية التي في وجباتهم. وبإمكانهم القيام بذلك عن طريق تفادي الأطعمة المسببة لذلك مثل الزبدة والكعك والبسكويت، وصفار البيض، واللحم الدهني السمين، وزيت الطعام ومنتجات الألبان كاملة الدسم.

### السرطان
لا يعرف العلماء بالضبط أسباب الإصابة بالسرطان. لكنهم وجدوا أن الوراثة والبيئة وطريقة العيش تسهم كلها في إحداث المرض. ولاحظوا كذلك أن التغذية الجيدة يمكنها أن تساعد على منع بعض أنواع السرطان في حيوانات المعامل. وقد دلت التجارب على أن جرعات كبيرة من الفيتامين أ وج تمنع بعض أنواع السرطان في الحيوان. ويعتقد كثير من العلماء بأن بعض الأطعمة تحتوي على مواد قد تساعد على حماية الإنسان من بعض أنواع السرطان.. ومن بين هذه الأطعمة القنبيط البركولي والكرنب (الملفوف)، والجزر، والفواكه، والسبانخ، وخبز حبات القمح الكاملة، ورقائق القمح، وبعض المأكولات البحرية. وقد يساعد التقليل من تناول الدهون وزيادة تناول الألياف على منع بعض أنواع السرطان من التكوّن.
سرطان الرئة من أسبابه المباشرة التدخين، بسبب تراكم مواد التدخين الضارة في حويصلات الرئة، ثم تفسد وتضر خلاياها .

### أمراض نقص التغذية (أمراض العوز)
تحدث كثير من الأمراض نتيجة لنقص بعض المغذيات في الوجبات. وعندما تتوافر المغذيات المطلوبة فإن المرض عادة ما ينتهي. وتنتشر أمراض نقص التغذية هذه بصورة كبيرة في البلاد النامية حيث يفتقر الناس عادة إلى إمدادات كافية من الأطعمة المغذية. وقد أدَّى توافر أطعمة مختلفة طوال السنة مع الفيتامينات والمعادن إلى قلة انتشار أمراض نقص التغذية في معظم الدول المتقدمة.

### سوء تغذيةالبروتين ـ الطاقة
يقال لها أيضًا سوء تغذية البروتين ـ السعرات، تحدث عندما تنخفض نسبة البروتينات والسعرات الحرارية في الوجبة. فإذا كانت الوجبة تنخفض فيها البروتينات بصفة خاصة فإن الحالة تسمى كواشيوركر. ومن بين مظاهر الكواشيوركر تغيرات في لون وهيئة الشعر والجلد، وورم الجسم، وتلف للخصيتين والكبد والبنكرياس. والمرض المنتشر في بعض البلاد النامية يصيب عادة الأطفال المصابين بمرض معد. والكواشيوركر مرض قاتل ما لم تقدم للمريض كميات من البروتين مع الطعام لتزويده بالسعرات الحرارية. وإذا كانت الوجبة قليلة السعرات الحرارية خصوصًا فإن هذه الحالة تسمى السغل، وهذا المرض عادة يصيب الأطفال الصغار والمواليد، ويسبب نقصًا حادًا في الوزن وضعفًا.
نقص الفيتامينات. تختلف علامات النقص في الفيتامينات وأعراضها تبعًا للفيتامينات الناقصة. فالنقص في فيتامين ج الذي يسمى أيضًا البثع أو الإسقربوط يحدث نزفًا في اللثة وتورمًا، كما يسبب بطئًا في التئام الجروح وآلامًا في المفاصل. والنقص في فيتامين د الذي يسمى أيضًا الرخد يسبب شذوذ النمو في العظام. ويسبب النقص في النياسين والحمض الأميني تريبتوفان الذي يوجـد فـي البروتين، الـبلاغرا. ومن الأعراض الأولية لمرض البلاغرا الضعف والافتقار إلى الشهية والإسهال وسوء الهضم.
نقص المعادن. أكثر أمراض نقص المعادن انتشارًا هو أنيميا نقص الحديد التي تحدث نتيجة للحاجة إلى الحديد. وفي مثل هذه الحالات، فإن الدم لا يحمل عددًا كافيًا من كريات الدم الحمراء، ولا يستطيع أن يزود الألياف بمقدار كاف من الأكسجين. ولذلك فإن الإنسان يشعر بالضعف والتعب. ومن الأعراض الأخرى التي تظهر الدوار والصداع وضربات القلب السريعة وقصر التنفس. ويمكن أن يسبب الافتقار إلى اليود مرض الدراق، أي تضخم الغدة الدرقية.

### أمراض أخرى
قد تنشأ أمراض أخرى من ضعف التغذية. فمثلاً يسبب الإسراف في تعاطي الخمور بعض أمراض الكبد. والبدانة تزيد من مخاطر أمراض المرارة (الحويصلة الصفراوية) وأمراض السكري في الكبار. وتزيد خطورة الإصابة بداء تخلخل العظام في النساء اللائي يتناولن كميات قليلة من الكالسيوم ويقل مستوى نشاطهن الجسماني. ولمنع تخلخل العظام فإن الأطباء ينصحون بتوليفة تجمع بين التمرينات الرياضية المنتظمة والوجبات ذات الكالسيوم الكافي.

## المغذيات المضادة
المغذيات المضادة هي مركبات طبيعيّة أو مادّة اصطناعيّة التي تدخّل مع امتصاص المواد المغذية. الدراسات الغذائية تركز على المغذيات المضادة الشائعة الموجودة في مصادر الغذاء والاشربة

## الهرم الغذائي
ون من مجموعات متدرجة من الأغذية، مكونة المجموعات الغذائية الخمس الرئيسية التي يجب على كل شخص الالتزام بها لبناء جسمه والتمتع بصحة جيدة، فهو يشير إلى النظام الغذائي الصحي اليومي.
و تلك المجموعات تم ترتيبها حسب درجة احتياج الجسم لها، وهي تترتب كالتالي:
1. الدهون والزيوت والحلويات (في قمة الهرم)
2. الألبان
3. البروتين
4. الخضروات
5. الخبز والحبوب والأرز والمعكرونة(في قاعدة الهرم)

## التغذية في مراحل الحياة
تعني التغذية في مراحل الحياة هي التغير في نوعية التغذية للانسان منذ ما قبل الولادة وهو جنين إلى مرحلة الشيخوخة حيث تختلف الحاجات الغذائية للانسان خلال التقدم بالعمر. ويتم تقسيم المراحل باعمار متفاوته وهي:
- تغذية الحامل
- تغذية المُرضع
- تغذية الطفل من سنة إلى خمس سنوات
- تغذية الطفل في سن المدرسة (6-12 سنة)
- التغذية في مرحلة المراهقة (13-17 سنة)
- تغذية البالغين: وهي تقسم إلى مرحلتين عمريتين:
  1. مرحلة البلوغ الأولى (من 18 -30 سنه)
  2. مرحلة البلوغ الثانية (من 31 -65 سنه)
- تغذية المسنين (أكبر من 65 سنة)